# Danh sách máy bay quân sự của Hoa Kỳ
Danh sách các máy bay quân sự của Hoa Kỳ trong bài này chỉ liệt kê các loại điển hình của Hoa Kỳ và được sử dụng từ năm 1962 đến hiện nay.

## Máy bay ném bom

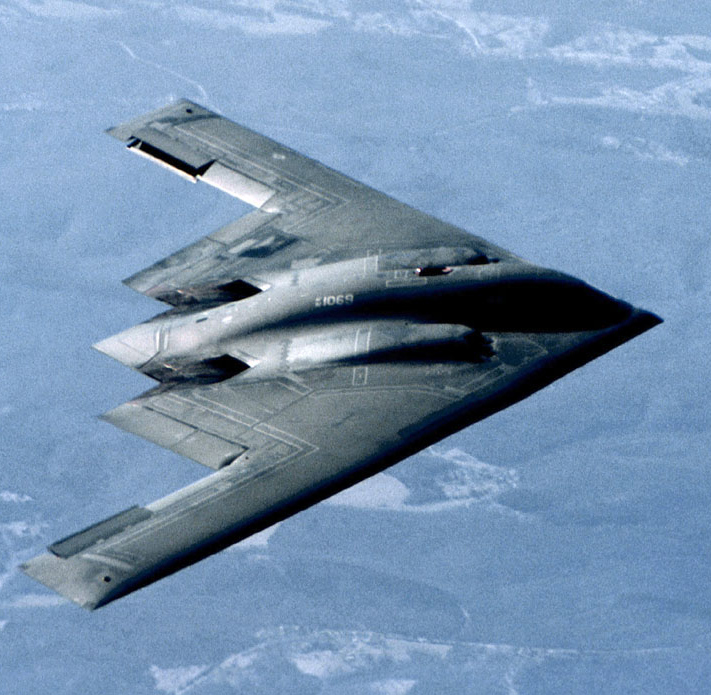
Máy bay ném bom của Hoa Kỳ B-2 Spirit

- B-1 Lancer
- B-2 Spirit
- B-17 Flying Fortress
- B-18 Bolo
- B-29 Superfortress
- B-24 Liberator
- B-25 Mitchell
- B-52 Stratofortress

## Trực thăng tấn công
- AH-1 Cobra
- AH-56 Cheyenne
- YAH-63 Kingcobra
- AH-64 Apache
- RAH-66 Comanche

## Máy bay tiêm kích
- F-1 Fury
- F-2 Banshee
- F-3 Demon
- F-4 Phantom II
- F-5 Freedom Fighter
- F-6 Skyray
- F-8 Crusader
- F-9 Cougar
- F-10 Skyknight
- F-11 Tiger
- F-13 - skipped
- F-14 Tomcat
- F-15 Eagle
- F-16 Fighting Falcon
- YF-17 Cobra
- F/A-18 Hornet
- F-19
- F-20 Tigershark
- F-22 Raptor
- F-35 Lightning II
- F-117 Nighthawk

## Máy bay cường kích
- P-36 Hawk
- P-38 Lightning
- P-40 Warhawk
- P-51 Mustang
- A-10 Thunderbolt